# 東軍流
東軍流（とうぐんりゅう）とは、川崎鑰之助を開祖とする剣術流派である。薙刀術、柔術、砲術、馬術、軍学も伝えていた。

## 概要
川崎鑰之助については事績が不明な点が多く、朝倉氏に仕えていた父より鞍馬流を学んだとも、富田勢源より剣術と槍術を学んだとも伝えられ、比叡山の東軍僧正なる人物より剣術を授かったので流名を東軍流としたとされる。ただし、川崎鑰之助の頃は流名が無かったとも伝えられる。
この流派が知られるようになったのは、川崎鑰之助の3代後の川崎宗勝（川崎次郎太夫、東軍次郎太夫）からである。このことから、実際の開祖は川崎宗勝とする説もある。
川崎宗勝は回国修行中に、武州忍（現 埼玉県行田市）にて試合で殺してしまった者の門人達に襲われ、負傷しながらも切り抜けた。これにより宗勝の剣名は知られるようになり忍藩主・阿部忠秋に召し抱えられた。その後、忍藩を辞め松代藩（松平氏）に仕えた。
川崎宗勝の養子の川崎重勝は青山宗俊に仕え、青山家の転封に伴って川崎家も移り、篠山藩の剣術師範家のひとつとなった。
江戸時代に東軍流は全国に広まっており、篠山藩だけでなく水戸藩、古河藩、松代藩、吉田藩、赤穂藩、岡山藩、鳥取藩、高松藩、中津藩、対馬藩など多くの藩で伝えられた。
現在の宗家は17代で歴史作家の加来耕三（本名：川崎耕一）。

### 光輪洞合気道との関わり
光輪洞合気道開祖、平井稔は東軍流を岡山県で学んでいた。大正三年（1914年）より養父の平井阿闍梨から剣術、体術（柔術）、組討等を伝えていた東軍流を学ぶ。稽古では長い木刀を使っていた。
1994年の雑誌『合気道』のインタビューによると、東軍流の柔について「ぱっとやったら腕が折れる。それが柔である。」と平井稔は答えている。